# De reparto
De reparto una película largometraje española del director Santiago Aguilar Alvear estrenada en el año 2010.

## De Reparto. 2010
- Largometraje documental. Betacam digital. Color
- Dirección: Santiago Aguilar Alvear
- Guion: Santiago Aguilar y Pepón Montero
- Producción: 7 Jorobados
- Principales intérpretes: Carlos Lucas

## Sinopsis
Santiago Aguilar y Pepón Montero se proponen llevar a la pantalla el particular mundo de Carlos Lucas, pero al final es ese mundo el que les acaba llevando a ellos a ninguna parte.

## Ficha técnica
De Reparto 2010. Una producción de Santiago Aguilar para  7 Jorobados. Soporte: Betacam digital. 

## Ficha artística
- Carlos Lucas (Como él mismo)

## Créditos
- Director de Producción: Santiago Aguilar
- Director de Fotografía: José Luis Moreno "Moti"
- Foto-Fija: Emilio Pereda
- Sonorización: Raffel Plana
- Música: La orquestina del valle y Carlos Lucas
- Temas interpretados por : Carlos Lucas
- Montaje: Cristina Otero
- Ilustraciones: Victor Coyote
- Productores asociados: Montero, Arri y Guridi
- DVD: Juanra Torán "Subtili"
- Exteriores rodados en Madrid, Valladolid y Zaragoza.

## Formatos editados
- DVD